# Wash My World
Singles de Laurent Wolf
No Stress
(2008) Seventies
(2008)
Singles par Eric Carter
No Stress
(2008) Unification
(2009)
Wash My World est une chanson de Laurent Wolf sortie en 2008, avec la participation du chanteur Eric Carter.

## Liste des pistes
CD-Maxi Columbia (Sony BMG)
1. Wash My World (Radio Edit) – 3:21
2. Wash My World (Monsieur Elle Remix) – 7:04
3. Wash My World (Dim Chris Remix) – 8:20
4. Laurent Wolf feat. Eric Carter - No Stress (Laurent Wolf vs Big Ali & DJ Snake) – 3:10

Téléchargement digital
1. Wash My World (Radio edit) — 3:21
2. Wash My World (Monsieur Elle remix) — 7:04
3. Wash My World (Dim Chris remix) — 8:20

## Certifications et ventes
| Pays   | Certification | Date | Ventes certifiés | Ventes physique  | Téléchargements digitals |
| ------ | ------------- | ---- | ---------------- | ---------------- | ------------------------ |
| France | —             | —    | —                | 33,930 (en 2008) | 29,600                   |

## Performance dans les hit-parades
| Classement (2008)                       | Meilleure position |
| --------------------------------------- | ------------------ |
| Belgique (Wallonie Ultratop 50 Singles) | 6                  |
| Belgique (Flandre Ultratop 50 Singles)  | 12                 |
| France (SNEP)                           | 5                  |
| France (Club 40)                        | 1                  |
| Italie (FIMI)                           | 39                 |
| Pays-Bas (Nederlandse Top 40)           | 44                 |
| Suisse (Schweizer Hitparade)            | 24                 |

| Classement annuel (2008)              | Position |
| ------------------------------------- | -------- |
| Belgique (Flandre) Classement single  | 66       |
| Belgique (Wallonie) Classement single | 59       |
| France Classement airplay             | 34       |
| France Classement digital             | 29       |
| France Classement single              | 44       |
| Suisse Classement single              | 93       |